# François Marquet
François Marquet (Theux, 17 aprile 1995) è un calciatore belga, centrocampista svincolato.

## Caratteristiche tecniche
È un centrocampista centrale.

## Carriera

### Club
Cresciuto nelle giovanili dello Standard Liegi, ha esordito il 19 maggio 2013 in un match vinto 4-3 contro il Lokeren.

### Nazionale
Ha giocato nelle nazionali giovanili belghe Under-15, Under-17, Under-18 ed Under-19.

## Statistiche

### Presenze e reti nei club
Statistiche aggiornate al 7 luglio 2017.
| Stagione              | Squadra               | Campionato            | Campionato | Campionato | Coppe nazionali | Coppe nazionali | Coppe nazionali | Coppe continentali | Coppe continentali | Coppe continentali | Altre coppe | Altre coppe | Altre coppe | Totale | Totale | Totale |
| Stagione              | Squadra               | Comp                  | Pres       | Reti       | Comp            | Pres            | Reti            | Comp               | Pres               | Reti               | Comp        | Pres        | Reti        | Pres   | Reti   |        |
| --------------------- | --------------------- | --------------------- | ---------- | ---------- | --------------- | --------------- | --------------- | ------------------ | ------------------ | ------------------ | ----------- | ----------- | ----------- | ------ | ------ | ------ |
| 2012-2013             | Standard Liegi        | PL                    | 1          | 0          | CB              | 0               | 0               |                    | -                  | -                  |             | -           | -           | 1      | 0      |        |
| 2013-2014             | Standard Liegi        | PL                    | 0          | 0          | CB              | 0               | 0               | UEL                | 4                  | 0                  |             | -           | -           | 4      | 0      |        |
| 2014-gen. 2015        | Standard Liegi        | PL                    | 3          | 0          | CB              | 0               | 0               | UCL                | 1                  | 0                  |             | -           | -           | 4      | 0      |        |
| Totale Standard Liegi | Totale Standard Liegi | Totale Standard Liegi | 4          | 0          |                 | 0               | 0               |                    | 5                  | 0                  |             | -           | -           | 9      | 0      |        |
| gen.-giu. 2015        | Jong PSV              | EED                   | 13         | 1          |                 | -               | -               |                    | -                  | -                  |             | -           | -           | 13     | 1      |        |
| 2015-2016             | Mouscron-Péruwelz     | PL                    | 26         | 0          | CB              | 3               | 1               |                    | -                  | -                  |             | -           | -           | 29     | 1      |        |
| 2016-2017             | Waasland-Beveren      | PL                    | 19+4       | 1+0        | CB              | 2               | 1               |                    | -                  | -                  |             | -           | -           | 25     | 2      |        |
| Totale carriera       | Totale carriera       | Totale carriera       | 66         | 2          |                 | 5               | 2               |                    | 5                  | 0                  |             | -           | -           | 76     | 4      |        |